# Apopestes nigra
Apopestes nigra är en fjärilsart som beskrevs av Max Wilhelm Karl Draudt 1936. Apopestes nigra ingår i släktet Apopestes och familjen nattflyn. Inga underarter finns listade i Catalogue of Life.